# Раздобарин, Геннадий Тихонович
Геннадий Тихонович Раздобарин (30 декабря 1936 — 11 ноября 2007) — российский физик, лауреат Государственной премии СССР.

## Биография
В 1960 г. по окончании Ленинградского политехнического института приступил к работе в НИИ электрофизической аппаратуры (НИИЭФА) им. Д. В. Ефремова на первой советской термоядерной установке «Альфа».
С 1964 г. и до последних дней работал в Физико-техническом институте АН СССР имени А. Ф. Иоффе (ФТИАН).
С 1967 руководитель группы лазерной диагностики плазмы. Последняя должность — ведущий научный сотрудник лаборатории физики высокотемпературной плазмы.
Умер 11 ноября 2007 г. Похоронен на Богословском кладбище Санкт-Петербурга.

## Награды и звания
- Кандидат физико-математических наук.
- Государственная премия СССР (1986 год; в составе коллектива) — за цикл работ «Создание методов лазерной диагностики и исследование высокотемпературной плазмы в физическом эксперименте» (1963—1984).